# Corgatha rubra
Corgatha rubra är en fjärilsart som beskrevs av George Francis Hampson 1891. Corgatha rubra ingår i släktet Corgatha och familjen nattflyn. Inga underarter finns listade i Catalogue of Life.